# В ночи (балет)
«В ночи́» (англ. In the Night) — одноактный балет Джерома Роббинса на музыку Фредерика Шопена. Художник по костюмам — Энтони Дауэлл, художник по свету — Дженнифер Типтон.  
Премьера состоялась 29 января 1970 года в Нью-Йоркском театре Линкольн-центра. Первый дуэт исполняли Кей Маццо и Энтони Блюм, второй дуэт — Виолетт Верди и Питер Мартинс, третий дуэт — Патрисия Макбрайд и Франциско Монсьон.

## Описание
Балет состоит из трёх дуэтов, демонстрирующих разные эмоциональные отношения внутри пар и финального танца, где появляются все участники. Использованы следующие фортепианные произведения: 
- Ноктюрн до диез минор[англ.], ор. 27 № 1 (1835),
- Ноктюрны фа минор и ми-бемоль мажор[англ.], op. 55, № 1 и № 2 (1843),
- Ноктюрн ми-бемоль мажор, op. 9, № 2 (1830–31).

Отношения пар развиваются на протяжении балета, однако не ясно: это истории разных людей или же одной пары на разных этапах их жизни. В первом дуэте пара встретилась недавно, они ещё узнают друг друга и лишь настраивают отношения. Во втором дуэте партнёры уже много пережили вместе: их отношения более холодны и формальны, но связывают какие-то общие эмоциональные воспоминания. В третьем дуэте пара находится в состоянии бурного выяснения отношений. Женщина мечется и то отвергает мужчину, то вновь стремится к нему. 
Баланчин терпеть не мог этого балета. «Как это возможно? Прекрасная, роскошно одетая и хорошо причёсанная женщина — и на коленях перед мужчиной!» — возмущался он. В силу своего воспитания он этого не мог ни понять, ни принять. Однако, несмотря на его личное мнение, балет оставался в репертуаре «Нью-Йорк Сити Балет».

## Постановки в других театрах
В Санкт-Петербурге
В 1992 году спектакль вошёл в репертуар Мариинского театра. Джером Роббинс самостоятельно выбирал составы исполнителей и сам репетировал с ними. В премьерном спектакле 18 марта участвовали Алтынай Асылмуратова и Константин Заклинский, Ольга Ченчикова и Махар Вазиев, Юлия Махалина и Александр Курков. Через несколько лет, в середине 1990-х годов, в спектакль вошли новые солисты — Диана Вишнёва и Виктор Баранов (1-й дуэт), Софья Гумерова (2-й дуэт) и Ульяна Лопаткина (3-й дуэт). В 2009 году балет вновь вернулся в репертуар театра, на этот раз постановку возобновлял Бен Хьюз (англ. Ben Hughes). Премьера возобновления состоялась 5 мая.
В Москве
В 2010 году вошёл в репертуар Московского музыкального театра. Премьера состоялась 10 июля в одной программе с балетами «Концерт» и «Другие танцы» (постановщик — Бен Хьюс).

## Фильмография
- «Ноктюрн» — 2-й дуэт в исполнении Майи Плисецкой и Александра Богатырёва (режиссёр Феликс Слидовкер, 1974)
- док. фильм «Как птицы» — 1-й дуэт, репетиция Джерома Роббинса с солистами парижской Оперы Моник Лудьер[фр.] и Мануэлем Легри[фр.] (режиссёр Доминик Делуш, 1992)